# Jeff Davis
Jeff Davis (Milford, Connecticut, 13 de junio de 1975) es un guionista y productor estadounidense. Es mayormente conocido por escribir y dirigir la serie Teen Wolf.

## Primeros años
Davis se graduó en el Vassar College con una licenciatura en cine y luego pasó a recibir un título de maestría en la escritura de guiones de la Universidad del Sur de California.

## Carrera
Él es el creador de Criminal Minds y fue coproductor ejecutivo de la primera temporada. Davis es también el desarrollador, escritor y productor ejecutivo de la serie de MTV, Teen Wolf.